# Дизимје
Дизимје (фр. Dizimieu) насеље је и општина у источној Француској у региону Рона-Алпи, у департману Изер која припада префектури Ла Тур ди Пен.
По подацима из 2011. године у општини је живело 652 становника, а густина насељености је износила 66,94 становника/km². Општина се простире на површини од 9,74 km². Налази се на средњој надморској висини од 263 метара (максималној 417 m, а минималној 230 m).

## Демографија
| 1962. | 1968. | 1975. | 1982. | 1990. | 1999. | 2004. | 2011. |
| ----- | ----- | ----- | ----- | ----- | ----- | ----- | ----- |
| 237   | 249   | 238   | 306   | 398   | 496   | 568   | 652   |

График промене броја становника у току последњих година